# Оберлен, Жан-Фредерик
Жан Фредерик Оберлен (31 августа 1740 — 1 июня 1826) — германский протестантский пастор и благотворитель, духовный писатель.

## Биография
Жан Фредерик Оберлен родился в семье учителя в Страсбурге, где изучал богословие. В 1766 году стал протестантским пастором в Вальдбахе, отдалённом и пустынном регионе в Штейнтале (Пан-де-ла-Рош), долине в Вогезах на границах Эльзаса и Лотарингии. Служа пастором, поставил перед собой задачу улучшить как материальное, так и духовное благополучие своих прихожан. Начав свою деятельность с прокладывания дорог через долину и возведения мостов, мотивировал крестьян личным примером присоединяться к его работе и сам работал вместе с ними. При нём была существенно улучшена местная система сельского хозяйства (в том числе основаны Сельскохозяйственное общество и касса взаимопомощи, построены новые здания, введены различные промышленные новшества. Он основал передвижную библиотеку, организовал дошкольные учреждения и основал нормальную школу в каждой из пяти деревень в округе. В педагогической работе ему помогала его экономка, Луиза Шепплер (1763—1837), возглавившая созданный им детский приют (salle d’asile), и друг Легран из Базеля.
Население деревни, где он застал едва сотню семей, увеличилось к началу XIX века до 5000 человек. В голодные 1816—1817 годы участвовал в борьбе с голодом; пользовался общенародной любовью крестьян. Сочинения его были изданы в Штутгарте в 1843 году. Был похоронен с большими почестями в деревне Урбах.